# Sasha Bordeaux
Sasha Bordeaux est un personnage de fiction créé par Greg Rucka et Shawn Martinbrough dans Detective Comics #751 en 2000.

## Biographie fictive
Sasha Bordeaux est devenue garde du corps de Bruce Wayne contre la volonté de celui-ci. Elle découvre rapidement sa double identité (on comprend par la suite qu'il l'a laissée faire). Elle l'accompagne dès lors dans ses activités en tant que Batman. 
Lorsque Bruce Wayne est accusé du meurtre de Vesper Fairchild, elle décide de garder son secret, au prix de sa liberté. 
Checkmate simule sa mort pour recruter Sasha. Batman essaie de la retrouver et pour limiter les dégâts, Checkmate organise une rencontre au cours de laquelle Sasha Bordeaux et Bruce s'avouent leur amour puis se séparent.
Sasha réapparaît sur le devant de la scène pour s'opposer à la fuite de Blue Beetle.Par la suite, on découvre qu'elle a le grade de Cavalier du Roi Noir, aux ordres de Maxwell Lord. Il lui ordonne de faire disparaître les traces de la présence de Blue Beetle.
Elle informe cependant Batman de la mort de Beetle, et lui révèle que Maxwell Lord a pris le contrôle de Brother Eye. Lord découvre sa trahison et l'emprisonne. Quand il est assassiné, le satellite essaie de la tuer, mais elle survit découvrant qu'elle faisait l'objet d'une expérimentation de nanogreffe qui l'a transformée en être artificiel.
Elle réunit alors les ressources restantes de Checkmate, principalement des agents implantés dans d'autres organisations (Projet M, S.T.A.R. Labs, D.E.O., Escadron Suicide…) pour s'opposer aux desseins de Brother Eye. Elle transmet certaines des informations ainsi obtenues à Batman. Celui-ci utilise un générateur EMP conçu par Blue Beetle avant sa mort pour neutraliser un grand nombre d'OMACs. De son côté, Sasha introduit un virus dans leur réseau. Batman et Sasha se quittent en s'embrassant, la rassurant sur le fait qu'elle est encore humaine.

## Œuvres où le personnage apparaît

### Comics
- New Gotham 3 : Le garde du corps, Collection DC Classiques, Urban Comics, 2018 : Contient Detective Comics #755-765 + Superman #168  (ISBN 978-2-3657-7931-9)
- Batman : Meurtrier et Fugitif 1, Collection DC Classiques, Urban Comics, 2018 : Contient Batman #10-Cent + Detective Comics #766 + Batgirl #24 + Nightwing #65 + Gotham Nights #25 + Birds of Prey #39 + Robin #98 + Batman #599 + Detective Comics #767 + Nightwing #66 + Gotham Nights #26 + Robin #99 + Birds of Prey #40 + Batman #600 (ISBN 979-1-0268-1349-1)